# Willi Erdmann
Willi Erdmann (* 31. Juli 1937 in Ribben, Ostpreußen) ist ein deutscher Rechtswissenschaftler. Von 1980 bis 2002 war er Richter am Bundesgerichtshof.

## Leben
Nach Beendigung seiner juristischen Ausbildung an der Georg-August-Universität Göttingen wurde er zunächst für kurze Zeit als Rechtsanwalt tätig, ehe er 1968 in den Justizdienst des Landes Niedersachsen eintrat. 1969 wurde er zu einem strafrechtlichen Thema promoviert.
Im Justizdienst wurde er bei dem Landgericht Osnabrück, dem Amtsgericht Diepholz, der Staatsanwaltschaft Oldenburg und dem Oberlandesgericht Oldenburg tätig, bevor er während einer Abordnung an das Oberlandesgericht Oldenburg im Jahre 1971 zum Landgerichtsrat ernannt wurde. Nach gut zweijähriger Tätigkeit bei dem Landgericht Oldenburg wurde er im Oktober 1974 erneut an das Oberlandesgericht Oldenburg abgeordnet und dort im Juni 1975 zum Richter am Oberlandesgericht ernannt.
1980 wurde Erdmann zum Richter am Bundesgerichtshof ernannt. Er gehörte dem I. Zivilsenat des Bundesgerichtshofes an, dessen Schwerpunkt im Bereich des gewerblichen Rechtsschutzes liegt. 1995 wurde er stellvertretender Vorsitzender und 1996 Vorsitzender dieses Senats. Darüber hinaus war Erdmann während seiner Tätigkeit am Bundesgerichtshof wiederholt am Dienstgericht des Bundes tätig, zunächst zwischen 1989 und 1991 als Mitglied, hernach zwischen 1995 und 1996 als stellvertretender Vorsitzender und schließlich zwischen 1997 und 2001 als Vorsitzender. Von 1991 bis 1994 war er als Präsidialrichter mit Verwaltungsaufgaben befasst.
1995 wurde Erdmann von der Universität Osnabrück zum Honorarprofessor ernannt.
2002 trat er in den Ruhestand. Seitdem ist er als Schiedsrichter in Schiedsverfahren, insbesondere zu Fragen des Energiewirtschaftsrechts, tätig.

## Werke (Auswahl)
- Der Selbstbegünstigungsgedanke im Strafrecht. Göttingen, Univ., Diss. 1969.